# The Birds, the Bees & the Monkees
The Birds, the Bees & the Monkees är ett musikalbum av The Monkees släppt 22 april 1968 av skivbolagen Colgems Records (i USA) och RCA Victor. Detta var det första av gruppens musikalbum som inte nådde förstaplatsen på Billboardlistan, det låg som högst på plats #3. Albumet innehöll gruppens sista singeletta, "Daydream Beliver" som även är en av gruppens kändaste låtar. Även "Valleri" var en stor singelframgång och nådde billboards plats #3 på popsingellistan.
Albumet nådde Billboard-listans 3:e plats i maj 1968.

## Låtlista
Sida A
1. "Dream World" (Davy Jones/Steve Pitts) – 3:16
2. "Auntie's Municipal Court" (Michael Nesmith/Keith Allison) – 3:55
3. "We Were Made for Each Other" (George Fischoff/Carole Bayer Sager) – 2:24
4. "Tapioca Tundra" (Michael Nesmith) – 3:03
5. "Daydream Believer" (John Stewart) – 2:58
6. "Writing Wrongs" (Michael Nesmith) – 5:06

Sida B
1. "I'll Be Back up on My Feet" (Sandy Linzer/Denny Randell) – 2:16
2. "The Poster" (David Jones/Steve Pitts) – 2:21
3. "P.O. Box 9847" (Tommy Boyce/Bobby Hart) – 3:16
4. "Magnolia Simms" (Michael Nesmith) – 3:48
5. "Valleri" (Tommy Boyce/Bobby Hart) – 2:15
6. "Zor and Zam" (Bill Chadwick/John Chadwick) – 2:10

Bonusspår på den remastrade CD-utgåvan utgiven i september 1994
1. "Alvin" (Nicholas Thorkelson) – 0:27
2. "I'm Gonna Try" (David Jones/Steve Pitts) – 2:44
3. "P.O. Box 9847" (Tommy Boyce/Bobby Hart) (alternativ mix) – 3:15
4. "The Girl I Left Behind Me" (Neil Sedaka/Carole Bayer Sager) (tidig version) – 2:40
5. "Lady's Baby" (Peter Tork) – 2:30

## Medverkande
Musiker (The Monkees-medlemmar)
- Michael Nesmith – sång (A 4, A6, B4), bakgrundssång (A2), elgitarr (A2–A6, B4), akustisk gitarr (A3, A5), percussion (A2, A3), keyboard (A6)
- Micky Dolenz – sång (spår A2, B1, B3, B6), bakgrundssång (A5, B1), percussion (B6)
- Davy Jones – sång (spår A1, A3, A5, B2, B5), bakgrundssång (B2)
- Peter Tork – piano (spår A5)

Bidragande musiker
- Gitarr  – Michael Deasy (spår A1, A3, B1, B2), Al Hendrickson (A1, A3), Gerry McGee (A1, A3, B3, B5), A2, B6: Keith Allison (A2, B6), Bill Chadwick (A2, B6), James Burton (A3), Al Casey (B1, B2), Dennis Budimir (B1), Howard Roberts (B2), Louie Shelton (B3, B5)
- Basgitarr – Max Bennett (spår A1, A3, B1, B2, B4, B6), Richard Dey (A2, A6, B6), Chip Douglas (A4), Lyle Ritz (B2), Joe Osborn (B3, B5), Chip Douglas (B6)
- Trummor – Earl Palmer (spår A1, A3, A6, B1, B4), Eddie Hoh (A2, A4, A5, B6), Hal Blaine (B2, B6), Billy Lewis (B3, B5), Milt Holland (B6), Stan Levey (B6)
- Keyboard – Mike Melvoin (spår A3 cembalo), Don Randi (B2 orgel), Bobby Hart (B3 piano), Paul T. Smith (B4 piano), Michael Melvoin (B6 piano)
- Percussion – Brendan Cahill (spår A1, A3, B1), Teresa Helfer(A1), Milt Holland (A1, A3, B1, B6), Jerry Williams (A1, A3), Chip Douglas (A5), Eddie Hoh (A6), Gary Coleman (B2), Gene Estes (B2), Billy Lewis (B3, B5), Hal Blaine (B6), Stan Levy (B1, B6), Henry Diltz (B6)
- Violin – Sam Freed (spår A1, A3), Nathan Kaproff (A1, A3, A5, B2, B6), George Kast (A1, A3, A5, B2, B6), Martin Limonick (A1, A3, B2, B6), Alexander Murray (A1, A3, A5, B2, B6), Erno Neufeld (A1, A3, A5, B2, B6), Ambrose Russo (B2, B6), Victor Arno (B3), Jack Pepper (B3)
- Viola – Philip Goldberg (B3)
- Cello – Marie Feram (spår A1, A3), Edgar Lustgarten (A1), Jacquelyn Lustgarten (A1, A3), Fredrick Seykora (A1), Kurt Reher (A3), Eleanor Slatkin (A3), Raymond Kelley (B3)
- Trumpet – Buddy Childers (spår A1, A3, B1, B2, B6), Jack Sheldon (A1, A3, B2, B6), Manuel Stevens (A5 piccolatrumpet), Oliver Mitchell (B1, B4, B5), Clyde Reasinger (B2, B6), Tony Terran (B2, B6), Roy Caton (B5)
- Trombon – George Roberts (spår A1), Lewis McCreary (A3, B5), Richard Noel (A5), Richard Leith (A5 bastrombon, B2, B6), Philip Teele (A5 bastrombon), Louis Blackburn (B1), Lew McCreary (B1, B2, B6), Milt Bernhart (B2, B6), Frank Rosolino (B2, B6)
- Valthorn – John Cave (spår A1), Don Duke (A1), Arthur Maebe (A1), Vincent DeRosa (A3), David Duke (A3), Richard Preissi (A3)
- Saxofon – William Hood (spår B1), John Lowe (B2, B6)
- Träblåsinstrument – John Lowe (spår B2), Jim Horn (B4), Jack Nimitz (B4)

Produktion
- The Monkees – producent (spår A1–4, A6, B1–6)
- Chip Douglas – producent (spår A5)